# ハインズ郡 (ミシシッピ州)
ハインズ郡（英: Hinds County）は、アメリカ合衆国ミシシッピ州の郡である。人口は22万7742人（2020年）で、州内最大である。郡庁所在地は州都ジャクソン、およびレイモンドの2つである。
ハインズ郡はジャクソン都市圏に属し、北側郡境はミシシッピ・デルタ地域の南端であるヤズー川になっている。19世紀に綿花プランテーションが開発された。郡名は米英戦争のニューオーリンズの戦いで英雄になったトマス・ハインズに因んで名付けられた。

## 地理
アメリカ合衆国国勢調査局に拠れば、郡域全面積は877.35平方マイル (2,272.3 km2)であり、このうち陸地869.18平方マイル (2,251.2 km2)、水域は8.16平方マイル (21.1 km2)で水域率は0.93%である。

### 交通

#### 主要高規格道路
- 州間高速道路55号線
- 州間高速道路20号線
- 州間高速道路220号線
- アメリカ国道49号線
- アメリカ国道80号線
- ミシシッピ州道18号線
- ミシシッピ州道22号線
- ミシシッピ州道27号線
- ナチェズ・トレイス・パークウェイ
- アメリカ国道51号線

#### 空港
郡内には下記2つの公共用途空港がある。
- ホーキンス飛行場 (HKS) ジャクソン市
- ジョン・ベル・ウィリアムズ空港 (JVW) レイモンド市

### 隣接する郡
- マディソン郡 - 北東
- ランキン郡 - 東
- コピア郡 - 南
- クレイボーン郡 - 南西
- ウォーレン郡 - 西
- ヤズー郡 - 北西

### 国立保護地域
- ナチェズ・トレイス・パークウェイ（部分）

## 人口動態
以下は2000年国勢調査による人口統計データである。
| 基礎データ - 人口: 250,800人 - 世帯数: 91,030 世帯 - 家族数: 62,355 家族 - 人口密度: 111人/km2（288人/mi2） - 住居数: 100,287軒 - 住居密度: 45軒/km2（115軒/mi2） 人種別人口構成 - 白人: 37.31% - アフリカン・アメリカン: 61.12% - ネイティブ・アメリカン: 0.12% - アジア人: 0.60% - 太平洋諸島系: 0.01% - その他の人種: 0.20% - 混血: 0.63% - ヒスパニック・ラテン系: 0.79% 年齢別人口構成 - 18歳未満: 27.9% - 18-24歳: 12.1% - 25-44歳: 28.9% - 45-64歳: 20.1% - 65歳以上: 11.0% - 年齢の中央値: 32歳 - 性比（女性100人あたり男性の人口） - 総人口: 88.8 - 18歳以上: 83.5 | 世帯と家族（対世帯数） - 18歳未満の子供がいる: 34.4% - 結婚・同居している夫婦: 41.1% - 未婚・離婚・死別女性が世帯主: 22.7% - 非家族世帯: 31.5% - 単身世帯: 26.7% - 65歳以上の老人1人暮らし: 8.7% - 平均構成人数 - 世帯: 2.64人 - 家族: 3.22人 収入と家計 - 収入の中央値 - 世帯: 33,991米ドル - 家族: 40,525米ドル - 性別 - 男性: 30,930米ドル - 女性: 24,593米ドル - 人口1人あたり収入: 17,785米ドル（州内第7位） - 貧困線以下 - 対人口: 19.9% - 対家族数: 16.1% - 18歳未満: 28.6% - 65歳以上: 15.1% |

## 郡政府
ハインズ郡は5人の理事による監督理事会で統治されており、理事は5つの選挙区から選ばれている。日々の運営は郡管理官が行い、管理官は指名されている。
ミシシッピ州人的資源省がジャクソン市とハインズ郡に本部を持っている。青年サービス部が郡内の未編入領域でオークリー訓練学校を運営している。
ミシシッピ州矯正省がジャクソン市とハインズ郡に本部を持っている。ジャクソン市でジャクソン保護観察保釈事務所を運営している。

## 都市と町

### 都市
- クリントン
- ジャクソン（小部分がマディソン郡とランキン郡） - 郡庁所在地
- レイモンド
- バイラム

### 町
- ボルトン
- エドワーズ
- ラーニド
- テリー
- ユーティカ

### 未編入の町
- ブラウンズビル
- ダブニークロスローズ
- ミッドウェイ
- オークリー
- ポカホンタス
- ターキークリーク

## 教育

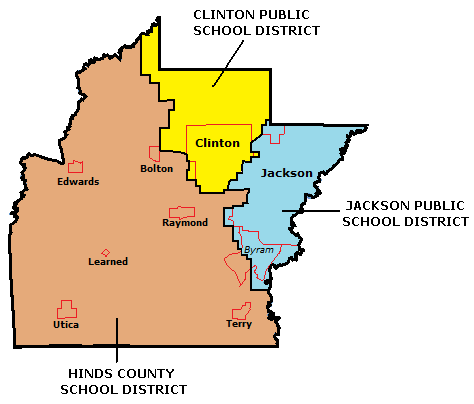
ハインズ郡の公共教育学区

### 高等教育機関
- ベルヘイブン大学、ジャクソン市
- ハインズ・コミュニティカレッジ、レイモンド市
- ジャクソン州立大学、ジャクソン市
- ミルサップス・カレッジ、ジャクソン市
- ミシシッピ・カレッジ、クリントン市
  - ミシシッピ・カレッジ法科学校、ジャクソン市
- リフォームド神学校、ジャクソン市
- トゥーガルー・カレッジ、トゥーガルー
- ミシシッピ大学医療センター、ジャクソン市
- ウェズリー・バイブリカル神学校、ジャクソン市

### 公共教育学区
- クリントン公共教育学区
- ハインズ郡教育学区、レイモンド市
- ジャクソン公共教育学区

### 私立学校
- ヒルクレスト・クリスチャン学校、ジャクソン市
- ジャクソン・アカデミー、ジャクソン市
- リバル・アカデミー、ラーニド町